# Saura de Mallorca
Saura de Mallorca i Puigbadró, també anomenada Saura Sanç de Mallorca.
Filla il·legítima de Sanç I de Mallorca. Es casà, abans de 1324, amb Ramon Galceran de Pinós, senyor de les baronies de Torà, Cellers i Ardèvol. El germà gran de Ramon Galceran, Pere Galceran I de Pinós, baró de Pinós, ja s'havia casat el 10 d'octubre de 1299, amb una altra Saura de Mallorca, filla del rei Jaume II de Mallorca, fet que ha causat vàries confusions en la historiografia.
Tingué dos fills, Ramonet de Pinós i Mallorca i Asbert de Pinós i Mallorca.